# Gary Ryan (athlétisme)
Gary Ryan (né le 12 juin 1972 à Killala) est un athlète irlandais, spécialiste du 200 mètres.

## Biographie
Il remporte la médaille de bronze du relais 4 × 400 m lors des Championnats du monde en salle 2004, à Budapest, en compagnie de Robert Daly, David Gillick et David McCarthy. L'équipe d'Irlande, qui établit le temps de 3 min 10 s 44, est devancée par la Jamaïque et la Russie. 
Gary Ryan décroche neuf titres de champion d'Irlande en plein air (cinq sur 100 m et quatre sur 200 m) et sept titres en salle (200 m).

### Palmarès
| Date | Compétition                    | Lieu     | Résultat | Épreuve   |
| ---- | ------------------------------ | -------- | -------- | --------- |
| 2004 | Championnats du monde en salle | Budapest | 3e       | 4 × 400 m |

### Records
| Épreuve | Épreuve   | Performance | Lieu       | Date            |
| ------- | --------- | ----------- | ---------- | --------------- |
| 200 m   | Plein air | 20 s 67     | Catania    | 25 août 1997    |
| 200 m   | Salle     | 20 s 99     | Birmingham | 23 février 2003 |